# Poecilopsis maera
Poecilopsis maera là một loài bướm đêm trong họ Geometridae.